# Jessica Fox
Jessica Fox (Marselha, 11 de junho de 1994) é uma canoísta de slalom australiana na modalidade de canoagem, foi vencedora da medalha de prata em Slalom K-1 em Londres 2012.
Na Rio 2016, ela conquistou a medalha de bronze no K-1 feminino.
Ganhou duas medalhas no slalom em Tóquio 2020, um bronze no K-1 e um ouro no C-1.
Em 2024, obteve o título tanto do K-1 quanto do C-1 nos Jogos Olímpicos em Paris.